# Championnat de Malaisie de football 1999
Navigation
Saison 1998 Saison 2000
La saison 1999 du Championnat de Malaisie de football est la dix-huitième édition de la première division en Malaisie. Le championnat n'est en fait qu'une phase qualificative pour une compétition plus prestigieuse, la Coupe de Malaisie. Les dix meilleurs clubs engagés affrontent deux fois leurs adversaires, à domicile et à l'extérieur et seuls les six premiers se qualifient pour la phase finale de la Coupe de Malaisie, disputée sous forme de matchs à élimination directe. En fin de saison, pour permettre le passage du championnat de 10 à 12 équipes, le dernier est relégué et remplacé par les trois meilleurs clubs de deuxième division.
C'est le club de Pahang FA qui termine en tête du classement et qui remporte donc le titre officiel de champion de Malaisie. C'est le quatrième titre de l'histoire du club.
Une équipe étrangère, composée de joueurs de Brunei, participe également à la compétition.

## Les clubs participants
| - Brunei FA - Pahang FA - Kuala Lumpur FA - Penang FA - Sabah FA | - Sarawak FA - Negeri Sembilan FA - Perak FA - Kedah FA - Terengganu FA - Promu de D2 |

## Compétition
Le barème de points servant à établir le classement se décompose ainsi :
- Victoire : 3 points
- Match nul puis victoire après la séance de tirs au but : 2 points
- Match nul puis défaite après la séance de tirs au but : 1 point
- Défaite : 0 point

### Classement
| Rang | Équipe             | Pts | J  | G | N   | P | Bp | Bc | Diff |
| ---- | ------------------ | --- | -- | - | --- | - | -- | -- | ---- |
| 1    | Pahang FA          | 34  | 18 | 9 | 2/3 | 4 | 28 | 19 | +9   |
| 2    | Penang FAT         | 31  | 18 | 6 | 5/3 | 4 | 22 | 18 | +4   |
| 3    | Negeri Sembilan FA | 29  | 18 | 7 | 2/4 | 5 | 31 | 28 | +3   |
| 4    | Sabah FA           | 29  | 18 | 6 | 4/3 | 5 | 20 | 20 | 0    |
| 5    | Kuala Lumpur FAC   | 28  | 18 | 7 | 2/3 | 6 | 25 | 29 | -4   |
| 6    | Sarawak FA         | 27  | 18 | 4 | 6/3 | 5 | 23 | 21 | +2   |
| 7    | Brunei FA          | 25  | 18 | 8 | 0/1 | 9 | 33 | 33 | 0    |
| 8    | Terengganu FA P    | 23  | 18 | 4 | 4/3 | 7 | 15 | 19 | -4   |
| 9    | Perak FA           | 23  | 18 | 6 | 1/3 | 8 | 22 | 31 | -9   |
| 10   | Kedah FA           | 21  | 18 | 3 | 4/4 | 7 | 22 | 23 | -1   |

|  | Champion de Malaisie 1999 et qualification pour la phase finale de la Coupe de Malaisie                   |
|  | Qualification pour la phase finale de la Coupe de Malaisie                                                |
|  | Relégation en deuxième division                                                                           |
|  | T : Tenant du titre C : Vainqueur de la Coupe de la Fédération de Malaisie P : Promu de deuxième division |

## Bilan de la saison
| Championnat de Malaisie de football 1999           |                      |
| Champion                                           | Pahang FA (4e titre) |
| Coupes et trophées                                 |                      |
| Vainqueur de la Coupe de la Fédération de Malaisie | Kuala Lumpur FA      |
| Qualifications continentales                       |                      |
| Coupe d'Asie des clubs champions 1999-2000         | Aucun                |
| Coupe des Coupes 1999-2000                         | Aucun                |
| Promotions et relégations                          |                      |
| Promus en Premier 1 League                         | Johor FA             |
| Promus en Premier 1 League                         | Selangor FA          |
| Promus en Premier 1 League                         | Perlis FA            |
| Relégués en Premier 2 League                       | Kedah FA             |